# Sitios Ramsar de Brasil

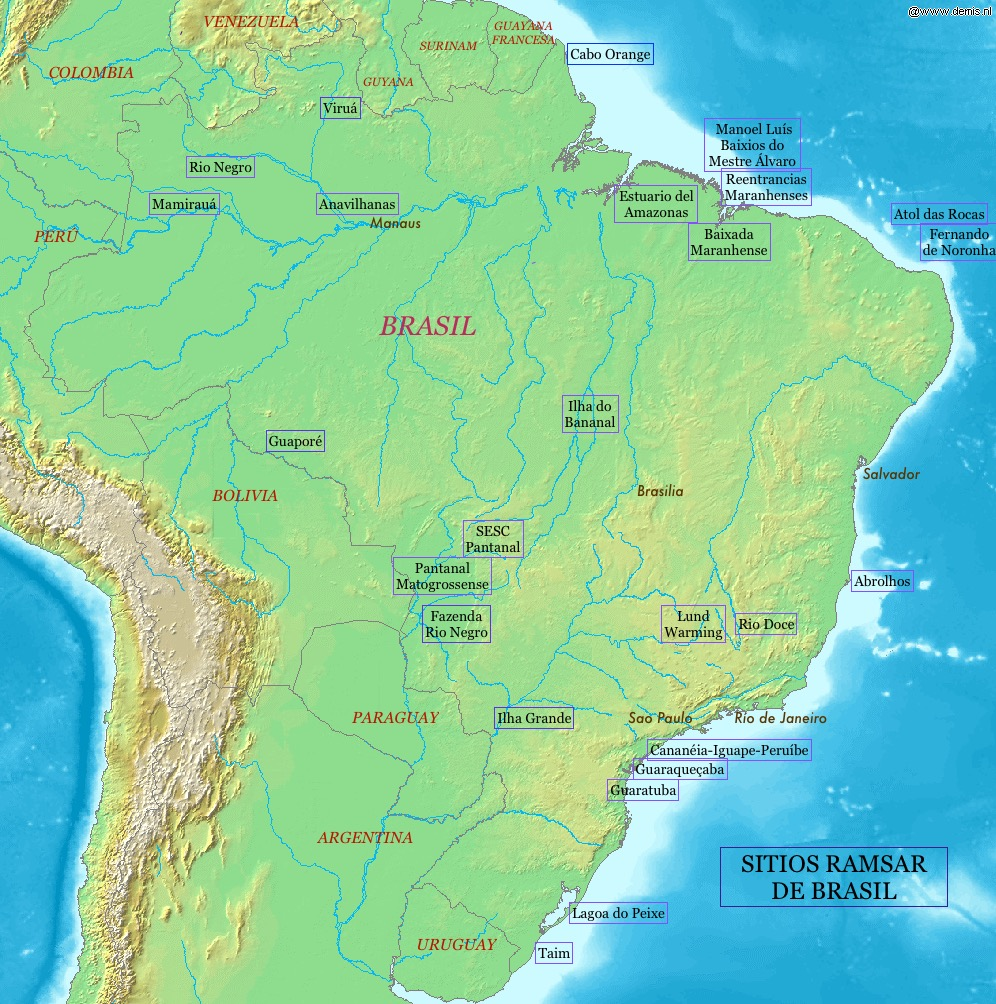
Sitios Ramsar de Brasil

En Brasil, desde 2017, como directriz para la indicación de áreas incluidas en los sitios Ramsar, se impuso que tales áreas pertenecieran a unidades de conservación y, por tanto, estuvieran protegidas. Desde que se añadió a la Convención Ramsar, Brasil ha incluido 23 unidades de conservación y 2 sitios Ramsar regionales. Los 25 sitios Ramsar de Brasil cubren un total de 24.646.410 ha.

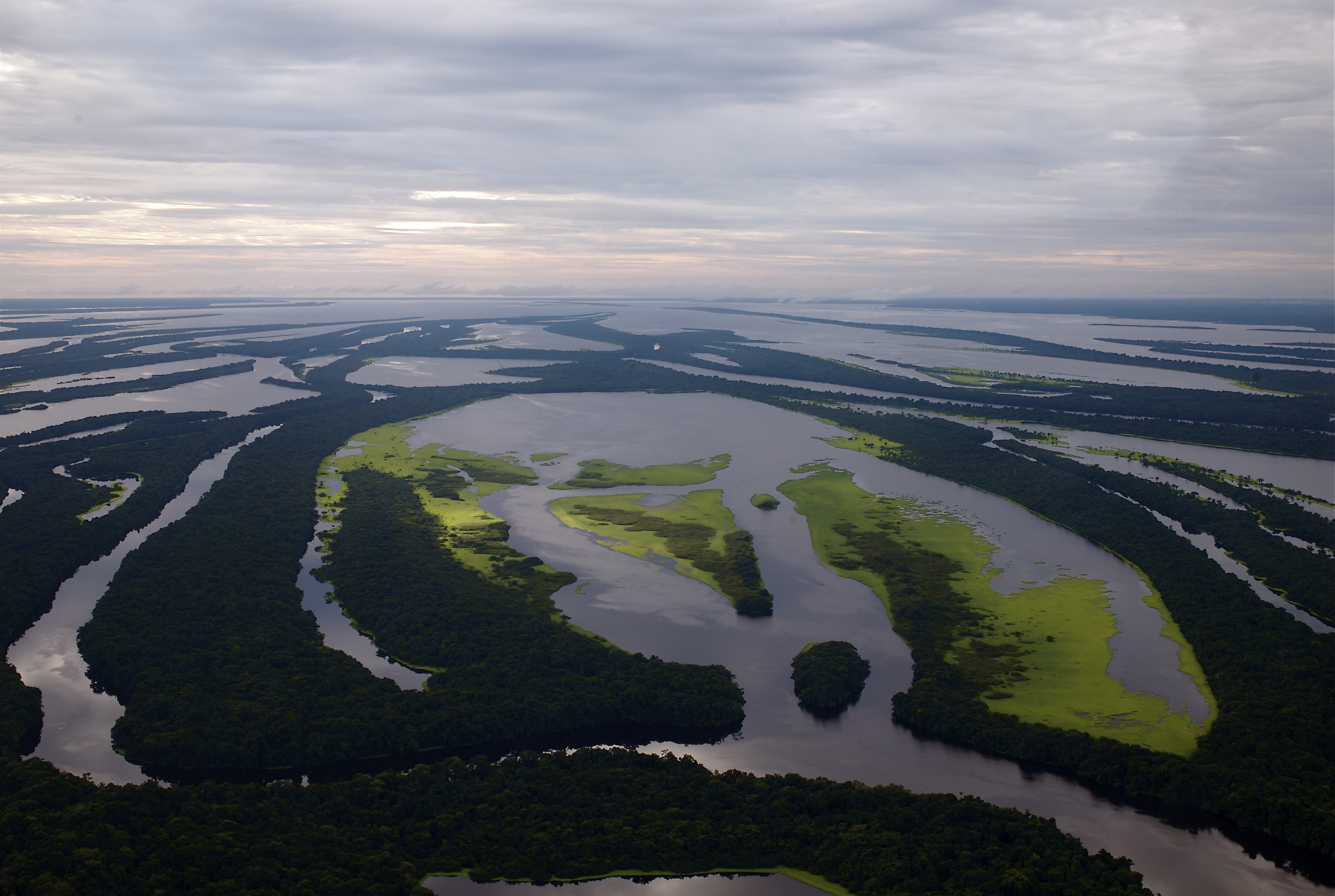
Parque nacional Anavilhanas

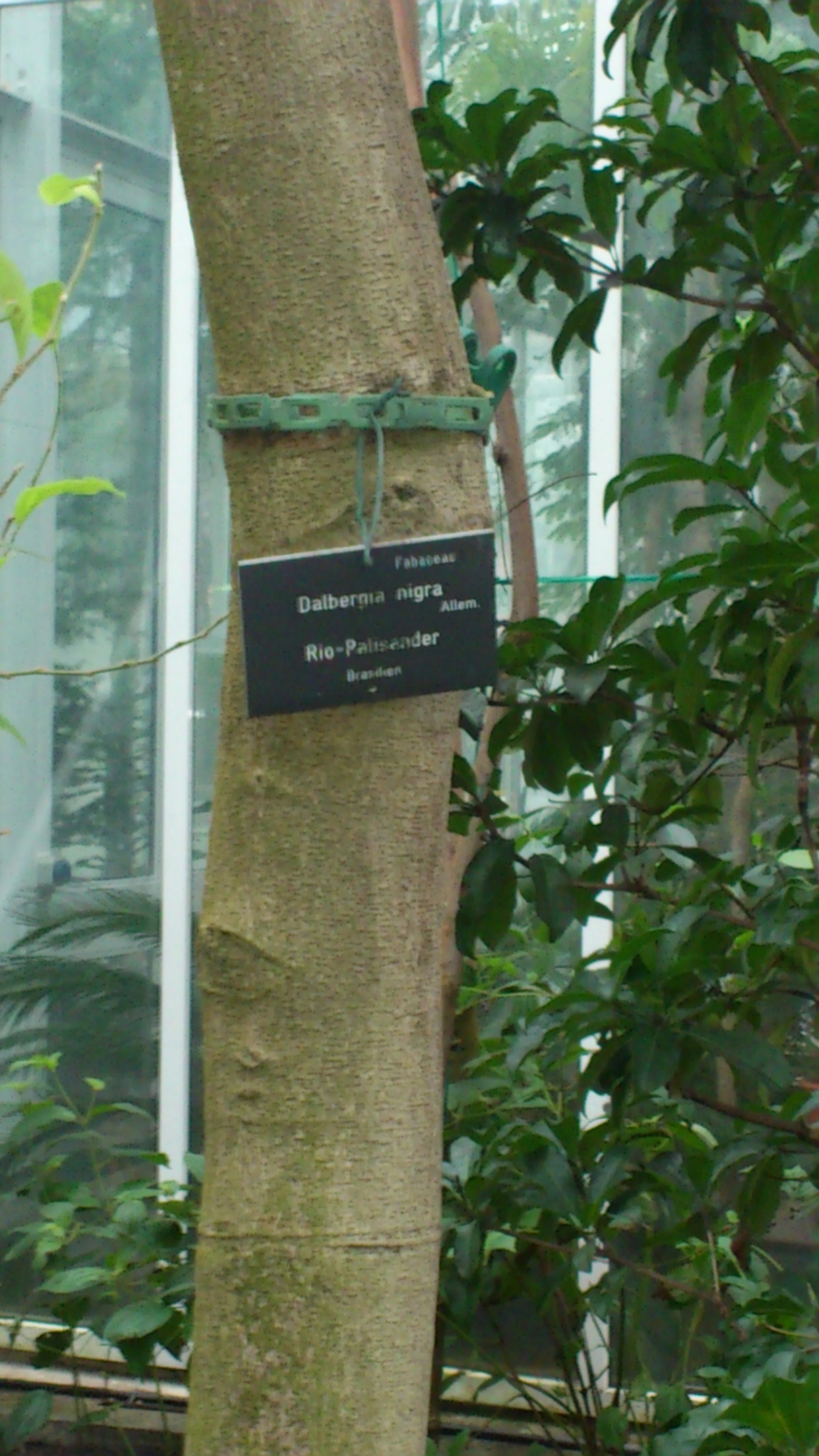
jacarandá de Brasil o palisandro de Río.

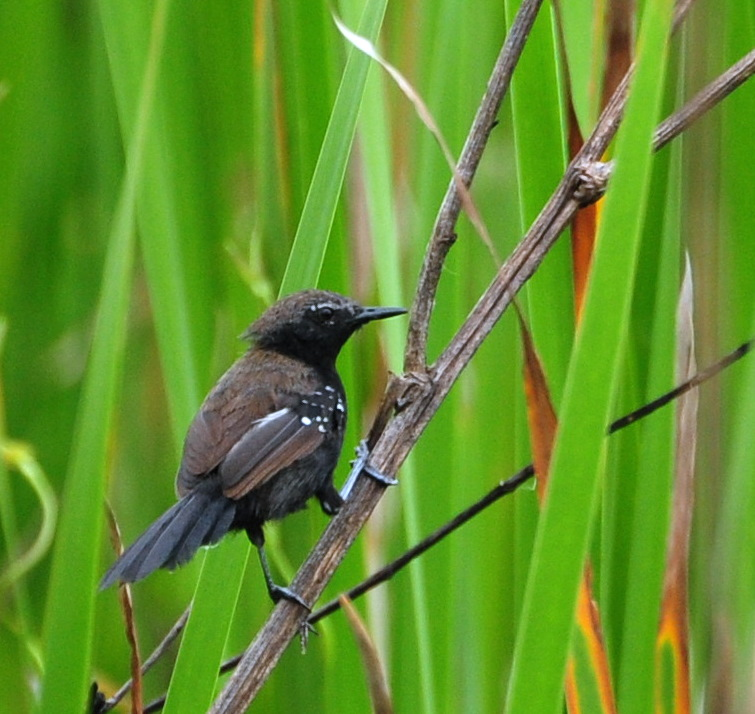
Macho de hormiguerito del Paraná, endémico de los pantanos y humedales de los estados de Paraná y Santa Catarina.

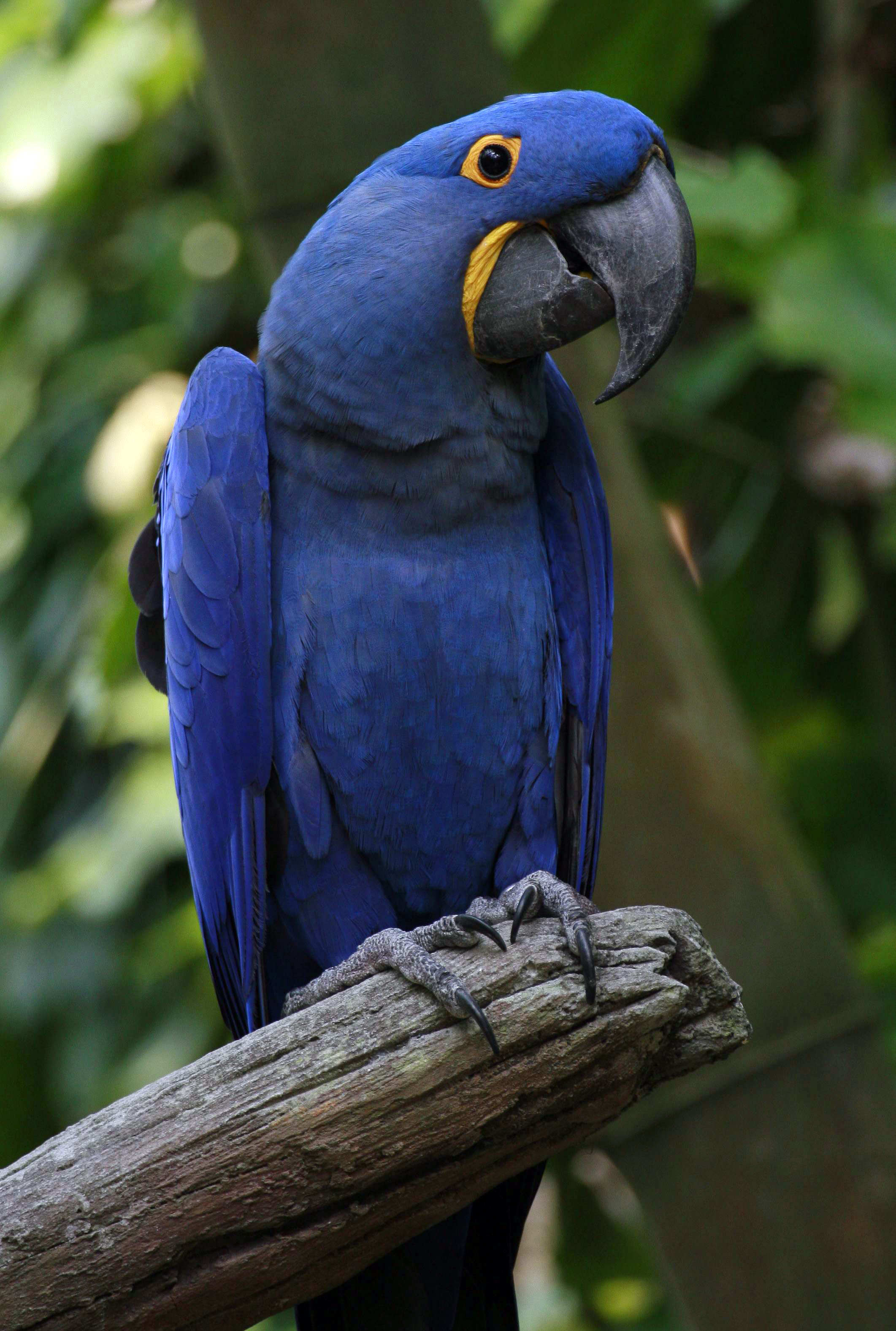
Guacamayo jacinto, de hasta 1 m de altura

## Sitios Ramsar
- Parque nacional do Cabo Orange, 66 km², 03°39′N 51°11′W, praderas inundadas y manglares. Especies amenazadas como el mono sakí barbudo negro, el pájaro semillero picón o piquigrueso, la tortuga terecay y el caimán negro, entre otros. Amenazada por la presencia del camarón Macrobrachium rosembergii y los incendios forestales.[3]

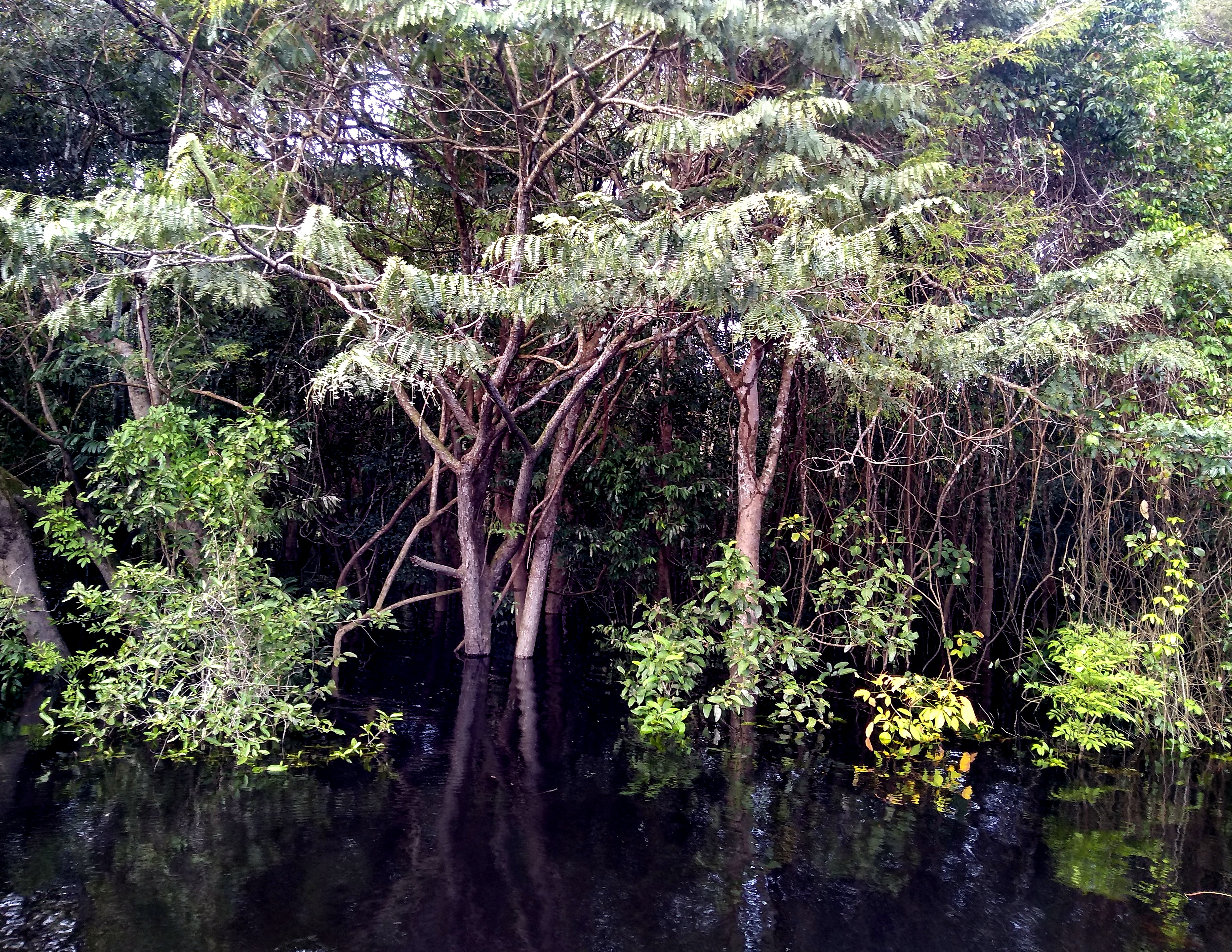
Varzéa del Río Negro, en Anavilhanas

- Parque nacional de Viruá, 2.164 km², 01°17′N 61°09′W. En el río Viruá Igarapé, afluente de la parte baja del río Branco, en la cuenca media del Río Negro. Ecosistemas diversos, suelos poco fértiles, arenosos, frecuentemente inundados, sin valor económico pero rica biodiversidad. Cerca de Roraima. Posee bosques abiertos y cerrados y una ecorregión llamada campinarana, con vegetación adaptada a suelos muy pobres, sabana, matorrales y bosque con especies endémicas, generalmente en la zona de transición entre el escudo guayanés y la cuenca amazónica.[4][5]

- Río Negro, 120.016 km², 01°44′S 64°05′W. El sitio Ramsar cubre 12 millones de hectáreas. Humedales, bosques de igapó (inundados por aguas negras del río), sabanas, selvas, archipiélagos y unas 20 unidades de conservación. Especies como el pájaro hormiguero lúgubre, plantas como el coquito del Brasil, nutria gigante y monos como el tamarino calvo y el mono araña común.[6] La reserva de desarrollo sostenible (RDS) ocupa 1.031 km².[7]
- Mamirauá, 11.240 km², 02°18′S 66°02′W. Amazonas, bosque de várzea en llanura de inundación, con diversos lagos y canales de unión en época de crecidas. Numerosas especies endémicas, industria forestal y pesquera, agricultura de roza y quema.[8]

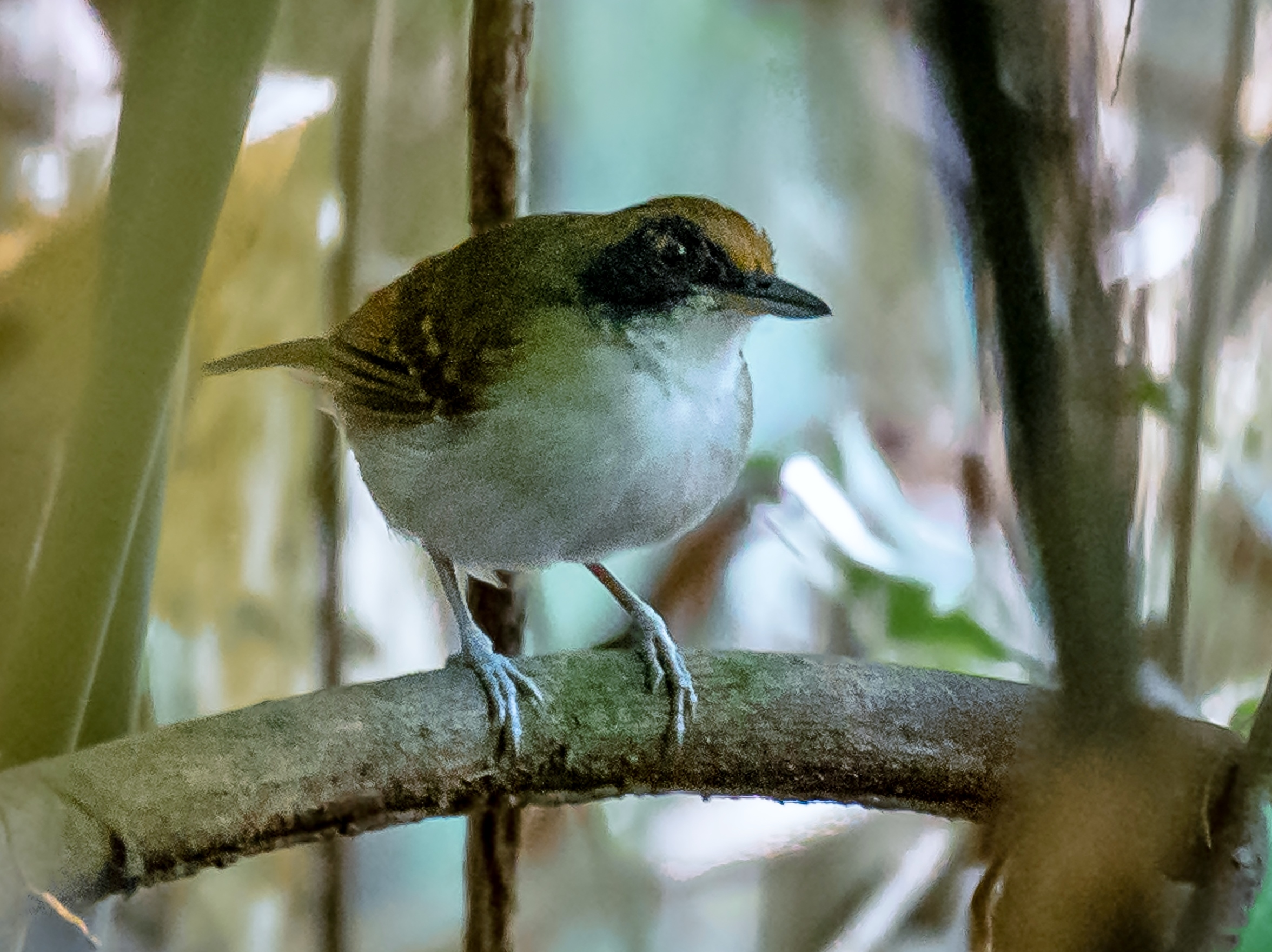
Hembra de hormiguero lúgubre, en el Amazonas.

- Parque nacional de Anavilhanas, 3.505 km², 02°28′S 60°49′W. Amazonas, cuenca baja del río Negro, En las islas Anavilhanas, además de las numerosas aves endémicas, se encuentran el gato tigre y el manatí del Amazonas, que pesa entre 300 y 500 kg y mide hasta 2,8 m. Es también reserva de la biosfera de la Unesco y patrimonio de la humanidad.[9][10]

- Parque estatal marino Parcel Manoel Luís con los Bajíos del Mestre Álvaro y Tarol, 346 km², 00°30′N 44°45′W, tres bancos de coral al norte del estado de Maranhão, a 45 millas náuticas de la costa. Conocido como el triángulo de las Bermudas brasileño por los naufragios.[11][12]

- Estuario del Amazonas, localizado en el archipiélago de Marajó, el más grande del planeta sobre la desembocadura del Amazonas. Abarca 23 unidades de conservación, con una zona rica en manglares y más grandes del mundo, 8.900 km² a lo largo de 700 km, el 70% de los manglares de Brasil. Conecta con las Reentrancias Maranhenses, la Baixada Maranhense, el cabo Orange y el Parque estatal marino Parcel Manoel Luís.

- Área de protección medioambiental Reentrancias Maranhenses, 26.810 km², 01°41′S 45°04′W, en el estado de Maranhão.[13] Un complejo sistema de estuarios, islas, bahías, cuevas y una costa irregular poblada de manglares. manatíes, peces, moluscos y aves migratorias.[14]

- Área de protección medioambiental Baixada Maranhense, 17.750 km², 03°00′S 44°57′W, estado de Maranhão. Zona costera nordeste inundable con bosques de galería, campos, manglares pantanosos, cuencas lacustres y estuarios por donde entra el agua salada. Cuatro ríos principales y numerosos canales, inundaciones de los campos de diciembre a junio en época de lluvias dejando a la vista islas llamadas tesos. Agricultura de subsistencia con arroz, maíz, judías, etc.[15]

- Reserva biológica Atolón de las Rocas, 352 km², 03°51′S 33°47′W. El área terrestre solo tiene 0,36 km², el único atolón coralino en el Atlántico sur. A 267 km al nordeste de Natal. Importante para las tortugas verde, carey y boba. Seis especies endémicas de moluscos, cinco de esponjas y 15 de coral. Lugar de alimentación para el tiburón limón y cinco especies endémicas de peces.[16]

- Islas Fernando de Noronha, 03°52′S 32°24′W. Las islas tienen 26 km², pero la protección del archipiélago abarca 109 km² con una zona marina, en el estado de Pernambuco, con un número considerable de especies endémicas, sobre todo corales. Grandes concentraciones de delfín girador y delfín manchado tropical, además de un área de cría de yubartas. Patrimonio de la humanidad de la Unesco.[17]

- Isla del Bananal, 5.623 km², 10°31′S 50°12′W, estado de Tocantins, en el centro del país, entre el río Araguaia y el río Tocantins, con lagunas estacionales, humedales e islas. Zona de transición entre la selva tropical húmeda y la sabana con bosques de galería. Abundante en aves acuáticas.[18]

- Reserva biológica Guaporé, 6.000 km², 12°31′S 62°47′W, al oeste de Brasil, cerca de la frontera con Bolivia, en el estado de Rondonia. Praderas y selva temporalmente inundados por las crecidas, especies amenazadas como el mono araña negro y la nutria gigante. Gestionada por el Instituto Chico Mendes de Conservação da Biodiversidade.[19]

- Reserva Particular do Patrimonio Natural SESC Pantanal, 879 km², 16°39′S 56°15′W, en el Pantanal de Mato Grosso. En una zona conocida como pantanal de Poconé. Ríos permanentes y estacionales, llanuras y bosques inundables, lagos, humedales, matorral... Especies en peligro como el guacamayo jacinto, la nutria gigante y el ciervo de los pantanos, así como el jabirú y unos 20.000 cormoranes neotropicales.[20]

- Pantanal Matogrossense, 1.350 km², 17°39′S 57°25′W, Mato Grosso, parte del mayor humedal permanente del hemisferio occidental, cerca de la frontera boliviana. Sabanas inundables, islas de matorrales xerófilos y bosque húmedo de hoja caduca.

- Reserva Particular del Patrimonio Natural (RPPN) “Fazenda Rio Negro", 70 km², 19°33′S 56°13′W, Mato Grosso do Sul, en el Pantanal de Nhecolândia, una de las subregiones del Pantanal, región occidental de Brasil junto a Bolivia y Paraguay. También Reserva de la Biosfera de la Unesco. Numerosos lagos, muchos salinos. Ríos intermitentes, 400 especies de plantas, 350 de aves y 70 de mamíferos. Entre las especies amenazadas, la nutria gigante,[21] el ciervo de los pantanos y el guacamayo jacinto. Numerosas aves migratorias. En peligro por los fuegos causados en los ranchos vecinos.

- Lund Warming, 238,6 km², 19°30′S 42°00′W, centro sudoeste de Minas Gerais, en la intersección entre el cerrado y la mata atlántica; lagos estacionales con centenares de cuevas, refugios y sitios de importancia arqueológica y paleontológica, con fósiles, artefactos y los primeros asentamientos humanos. Especies vulnerables como el tití enmascarado, Actividad minera.[22]

- Parque estatal Rio Doce, 360 km², 19°41′S 42°33′W, Minas Gerais, fragmento del bosque de la mata atlántica. Ríos permanentes y estacionales y 42 lagos naturales. Contiene 10 ecosistemas diferentes, 325 especies de aves y 77 de mamíferos. Entre los árboles, jacarandá de Brasil. Se encuentra el jaguar, el águila arpía mayor, el pavón piquirrojo y el mono araña muriqui del norte. Se encuentra dentro de la Reserva de la biosfera de la mata atlántica de la Unesco.[23]

- Parque nacional marino Abrojos, 913 km², 17°49′S 38°49′W, estado de Bahía, reserva de la biosfera de la Unesco. Arrecifes de coral, manglares, playas y bancos de arena. Tortugas y yubartas. Sitio arqueológico debido a los numerosos naufragios.[24]

- Parque nacional Ilha Grande, 760 km², río Paraná, entre los estados de Paraná y Mato Grosso del Sur, cerca de la frontera con Paraguay. 180 islas, bancos de arena, lagunas y marismas de agua dulce, bosques de ribera y llanuras inundables. El símbolo del parque es el ciervo de los pantanos, el mono carayá colorado norteño y la zarigüeya gris de cuatro ojos.[25]

- Cananéia-Iguape-Peruíbe, 2023 km², 24°41′S 47°36′W, área de protección medioambiental, río Ribeira de Iguapé, entre los estados de São Paulo y Paraná. Humedal del bosque atlántico, parte de la Reserva de Mata Atlántica del Sudeste. Manglares, estuarios, ríos, canales, islas marinas y costeras, bosques y dunas. Especies como el petrel de Schlegel, el tucán de pico acanalado y el tití león de cara negra.[26]

- Estación ecológica Guaraqueçaba, 43,7 km², 25°17′S 48°22′W, costa del estado de Paraná, parte de la Reserva de Mata Atlántica del Sudeste, patrimonio de la humanidad. Especies endémicas como la tortuga verde y el delfín del Plata.[27]

- Guaratuba, 383 km², 25°51′S 48°42′W, costa sur de Paraná, manglares, bosques temporalmente inundados, marismas, bosques de caixeta, cuya madera se usa para hacer lápices, en peligro de extinción. Casi la mitad de la población mundial del paseriforme hormiguerito del Paraná. Reserva de la Biosfera de la Unesco.[28]

- Lagoa do Peixe, 344 km², en Rio Grande do Sul, parque nacional, al este de la Laguna de los Patos, Humedales, dunas, lagunas saladas y pantanos con importantes aves migratorias. Se cultiva arroz en la zona.[29]

- Estación ecológica Taim, 109 km², 32°45′S 52°36′W, en Rio Grande do Sul, preserva un ecosistema formado por lagunas y humedales, dunas y una gran diversidad de plantas y animales de la Reserva de la biosfera de la mata atlántica, al norte del lago Mangueira y al este del lago Merín. Se encuentran aves migratorias que van del hemisferio sur al hemisferio norte, como el albatros de pico fino, y roedores como el tuco-tuco de Flamarion.[30]